# NGC 7809
NGC 7809 é uma galáxia irregular (Im) localizada na direcção da constelação de Pisces. Possui uma declinação de +02° 56' 26" e uma ascensão recta de 0 horas, 02 minutos e 09,4 segundos.
A galáxia NGC 7809 foi descoberta em 9 de Setembro de 1864 por Albert Marth. Com base em uma velocidade de recessão de 19195 km/s, um cálculo simples indica que o NGC 7809 está a cerca de 895 milhões de anos-luz de distância. Fonte: http://cseligman.com/text/atlas/ngc78.htm#7809